# Trofeo Emilio Paganessi
Le Trofeo Emilio Paganessi est une course cycliste italienne qui se déroule au mois d'août, autour de la commune de Vertova. Elle met aux prises uniquement des coureurs juniors (17/18 ans) et est classée 1.1J au calendrier de l'Union cycliste internationale.
La course est disputée le dimanche dans le cadre d'un week-end de course intitulé les 2 Giorni ciclistica interazionale juniores di Vertova, le lendemain du Trofeo Comune di Vertova-Memorial Pietro Merelli, une autre course d'un jour junior organisée le samedi à Vertova.
Le Trofeo Emilio Paganessi est une course favorisant les grimpeurs.